# بيت مؤنس (مدينة المحويت)

تعديل مصدري - تعديل

بيت مؤنس هي إحدى قرى عزلة المحويت بمديرية مدينة المحويت التابعة لمحافظة المحويت، بلغ تعداد سكانها 243 نسمة حسب تعداد اليمن لعام 2004.